# Kaplica św. Rocha w Conques
Kaplica św. Rocha w Conques (fr. Chapelle Saint-Roch) – kaplica rzymskokatolicka w Conques w departamencie Aveyron, we Francji. 
Kaplica została zbudowana w XVI wieku na skalistym wzniesieniu – w miejscu dawnego fortu, który kontrolował tereny przy ujściu Ouche do Dourdou de Conques. Z ermitażu rozlega się widok na miejscowość Conques.